# Hatice Sultan (dcera Murada V.)
Hatice Sultan (5. května 1870 Istanbul – 13. března 1938 Bejrút) byla dcera osmanského sultána Murada V. a jeho třetí ženy Şayan Kadınefendi.

## Život
Narodila se v Kurbağalıdere Köşkü v Istanbulu, jako nejstarší dcera sultána Murada. Po jeho sesazení z trůnu v roce 1876 byla poslána do paláce Çırağan v Istanbulu. Spolu se sultánem pak byla uvězněna. Od svého otce a dvorní dámy Gevherriz Kalfy se naučila francouzsky.
V září 1901 byla provdána za vezíra Aliho Vasifa Pašu. V roce 1908 se rozvedli. Později se vdala znovu za hlavního tajemníka ministerstva zahraničí Raufa Hayri Beye, i s ním se v červnu 1918 rozvedla.
Celkem měla 3 děti:
- Ayşe Hanımsultan (1902 – ?) – otec Ali Vasıf Paša, provdala se za İşkodralızâde Celala Beye v roce 1920. Po svatbě opustili Istanbul a přestěhovali se do Skadaru, odkud rod İşkodralızâdů původně pocházel. Jejich potomci dnes žijí v Německu a v Turecku.
- Sultanzade Hayri Bey (19. června 1912 – ?) – otec Rauf Hayreddin Bey.
- Selma Hanımsultan Raouf (13. dubna 1914 – 13. ledna 1941) – provdána za Syeda Sajida Hussaina Zaidi de Kotwaru v roce 1938, spolu měli syna Kenizé Mourada.

Po zániku osmanské chalífátu tureckým parlamentem v roce 1924 se spolu se svým synem a dcerou odstěhovala do Bejrútu v Libanonu. Zemřela v březnu 1938 v Bejrútu. Pohřbena je v Damašku.